# Siobhan Finneran

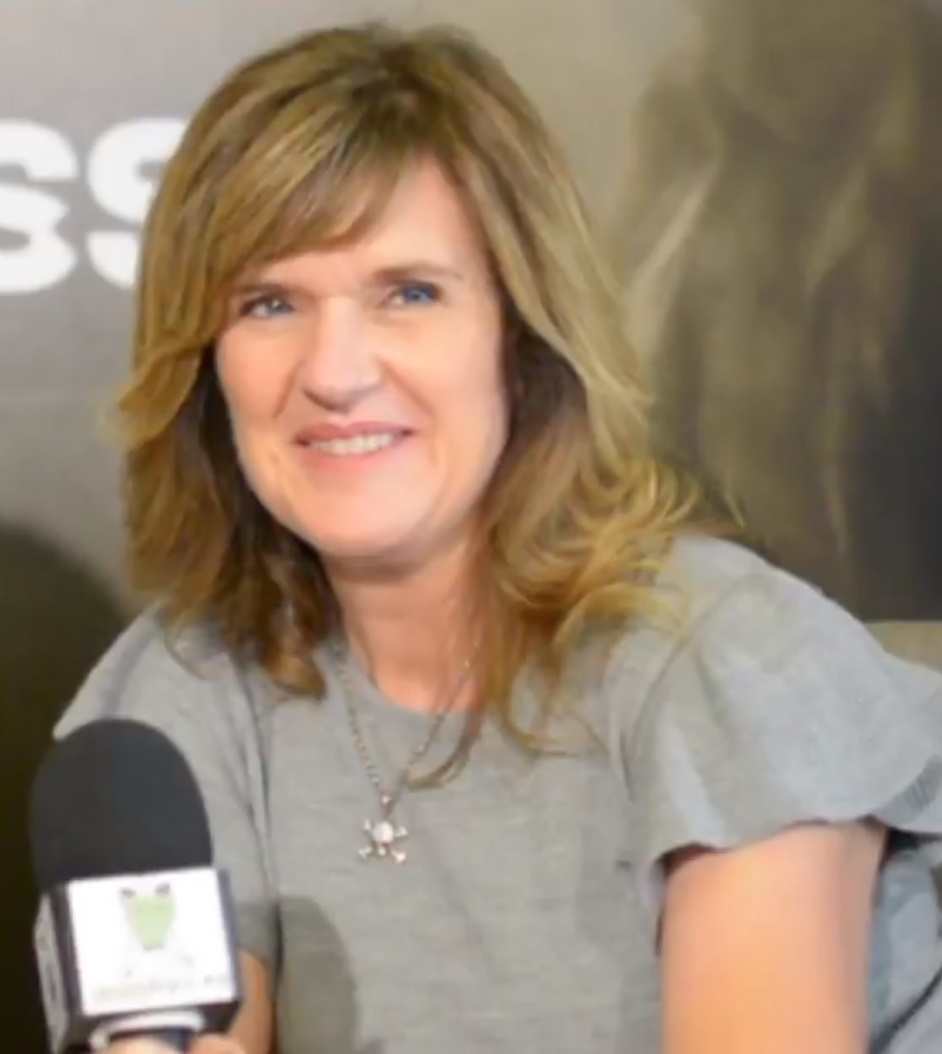

Siobhan Margaret Finneran (27 april 1966) is een Engelse actrice. Ze maakte haar schermdebuut in de onafhankelijke film Rita, Sue en Bob Too! uit 1987 en werkte vervolgens consequent in televisiedrama, inclusief rollen in Coronation Street, (1989–1990) Clocking Off (2000–2002) en The Amazing Mrs Pritchard (2006). In 2005 ontstond Finneran de vrouwelijke hoofdrol in het toneelstuk On the Shore of the Wide World en kreeg de Manchester Evening News Theatre Award voor beste actrice in een leidende rol. Ook een komische performer, Finneran verscheen als een hoofdpersonage in de eerste zeven series van populaire ITV sitcom Benidorm (2007–2015). 
Latere televisierollen zijn onder meer het portretteren van een advocaat in de miniserie Unforgiven (2009), een verbitterde bediende in de eerste drie series van het kostuumdrama Downton Abbey (2010–2012) en een herstellende verslaafde in Happy Valley (2014– heden), voor waarmee ze werd genomineerd voor de British Academy Television Award 2017 voor beste vrouwelijke bijrol.
- Biblioteca Nacional de España: XX4931797
- Gemeinsame Normdatei: 1067413510
- International Standard Name Identifier: 0000 0003 6926 8489
- Library of Congress Control Number: no2012049407
- Nederlandse Thesaurus van Auteursnamen: 07403961X
- Système universitaire de documentation: 191138371
- Virtual International Authority File: 242343634
- WorldCat: E39PBJvXfYVBjdwpkXPvbmJxDq